# Квај Чунг
Квај Чунг (葵涌) град је у Кини у региону Хонгконг. Према процени из 2009. у граду је живело 468.612 становника.

## Становништво
Према процени, у граду је 2009. живело 468.612 становника.
| 1990.   | 2000.   | 2009    |
| ------- | ------- | ------- |
| 440.807 | 477.092 | 468.612 |